# Tachov

Localização de Tachov

Tachov (alemão: Tachau) é uma cidade situada na distrito Tachov (região da Pilsen) na República Tcheca. Conta com uma população de aproximadamente de 12.640 (2004) habitantes.